# Уошито (река, впадает в Тексому)
Уо́шито (англ. Washita River [ˈwoːʃiˈtoː-]) — река в Северной Америке, текущая по территории штатов Техас и Оклахома в юго-восточном направлении и впадающая в водохранилище Тексома на высоте 188 м над уровнем моря. Уошито одна из самых заиленных рек Северной Америки. Длина реки 724 км. Площадь водосборного бассейна — 20 230 км². Течет мимо населённых пунктов Шайенн, Клинтон, Маунтин-Вью, Анадарко, Чикашей, Полс-Валли и Дейвис.